# KBarcode

KBarcode — програма для друку штрих-кодів та наліпок у KDE. Може використовуватися для друку будь-чого, починаючи від простих візиток до складних наліпок з окремими штрих-кодами (наприклад описи товарів).
KBarcode містить WYSIWYG-дизайнер наліпок, майстер встановлення, інструмент пакетного імпорту даних для друку наліпок (наприклад, одразу з транспортної накладної), тисячу вбудованих етикеток, інструменти роботи з базами даних та переклади на багато мов.
Також, це простий генератор штрих-кодів (подібний до xbarcode). Підтримуються усі основні види штрих-кодів такі як: EAN, UPC, Code 39 та ISBN. З допомогою інструментів сторонніх розробників підтримуються також складні двомірні штрих-коди. Утворені штрих-коди можуть бути безпосередньо надруковані або ж їх можна експортувати у зображення, щоб використовувати в інших програмах.

## Види штрих-кодів
Перелік типів штрих-кодів, що підтримуються у kBarcode:
- EAN (EAN 8 чи EAN 13)
- UPC (12-цифровий EAN; UPCA та UPCB)
- ISBN (still EAN13)
- Code 39
- Code 39 (без контрольної суми)
- Code 128 (a,b,c: autoselection)
- Code 128C (compact form digits)
- Code 128B, full printable ascii
- interleaved 2 of 5 (лише цифри)
- interleaved 2 of 5 (лише цифри, без контрольної суми)
- Raw code 128
- Codabar
- MSI
- Plessey
- Code 93
- pdf 417 2D Barcode (двовимірний штрих-код)
- Code 11
- Code 2 of 5 (Standard)
- Interleaved 2 of 5 Standard
- Code 2 of 5 IATA
- Code 2 of 5 Matrix
- Code 2 of 5 Data Logic
- Code 2 of 5 Industrial
- Code 3 of 9 (Code 39)
- Code 3 of 9 (Code 39) ASCII
- EAN8
- EAN8 — 2 digits add on
- EAN8 — 5 digits add on
- EAN13
- EAN13 — 2 digits add on
- EAN13 — 5 digits add on
- EAN128 (supports AIS)
- UPC 12-цифровий
- CodaBar (2 width)
- CodaBar (18 widths)
- Code128
- Deutsche Post Leitcode
- Deutsche Post Identcode
- Code 93
- Identical to eBC_UPCA
- UCC128 (= EAN128)
- UPC A
- UPC A — 2 digit add on
- UPC A — 5 digit add on
- UPC E
- UPC E — 2 digit add on
- UPC E — 5 digit add on
- PostNet ZIP (5d.)
- PostNet ZIP (5d.+CD)
- PostNet ZIP (8d.)
- PostNet ZIP+4 (5d.+4d.+CD)
- PostNet DPBC (5d.+4d.+2d.)
- PostNet DPBC (5d.+4d.+2d.+CD)
- Plessey Code
- MSI Code
- LOGMARS
- PDF417 — 2D bar code
- PDF417 Truncated — 2D bar code
- MaxiCode — 2D-bar code (лише Postscript)
- QR-Code
- Code128 (CharSet A)
- Code128 (CharSet B)
- Code128 (CharSet C)
- Code 93 Ascii
- Australian Post Standard Customer
- Australian Post Customer 2
- Australian Post Customer 3
- Australian Post Reply Paid
- Australian Post Routing
- Australian Post Redirection
- ISBN Code (=EAN13P5)
- Royal Mail 4 State (RM4SCC)
- Data Matrix